# Linchamento de Laura e Lawrence Nelson
Laura e Lawrence Nelson foram uma mãe e seu filho negros dos Estados Unidos que foram linchados em Okemah, Oklahoma, em 25 de maio de 1911.
Laura, seu marido e o seu filho de 15 anos de idade, Lawrence (e seu bebê, de acordo com alguns relatos), foram levados sob custódia depois de Lawrence ter baleado e morto George Loney, vice-xerife de Okemah. Loney e um grupo de pessoas chegaram na casa dos Nelsons "para investigar o roubo de uma vaca". O marido de Laura se declarou culpado do roubo e foi enviado para uma prisão estadual  de segurança relativa. Em um esforço para salvar seu filho, Laura disse que disparou o tiro fatal. Tanto ela quanto  Lawrence foram presos, e o filho foi levado para a cadeia local e Laura para uma cela no tribunal do condado.
Três semanas depois, uma multidão de cerca de 40 homens brancos armados chegaram para raptá-los, amarrando os guardas e levando mãe e filho. Laura foi estuprada, segundo alguns relatos, e em seguida ambos foram enforcados em uma ponte sobre o Canadian North River. Centenas de espectadores se reuniram na ponte na manhã seguinte, e fotografias dos corpos pendurados foram vendidas como cartões postais. Os assassinos nunca foram identificados. O evento foi citado em diversas canções do cantor estadunidense de folk Woody Guthrie, cujo pai participou do linchamento.
Os Nelsons estavam entre pelo menos as 4743 pessoas linchadas nos Estados Unidos entre 1882 e 1968, sendo que cerca de 3.446 deles eram negros, e 73 por cento dos casos ocorridos no sul.

## Tiroteio

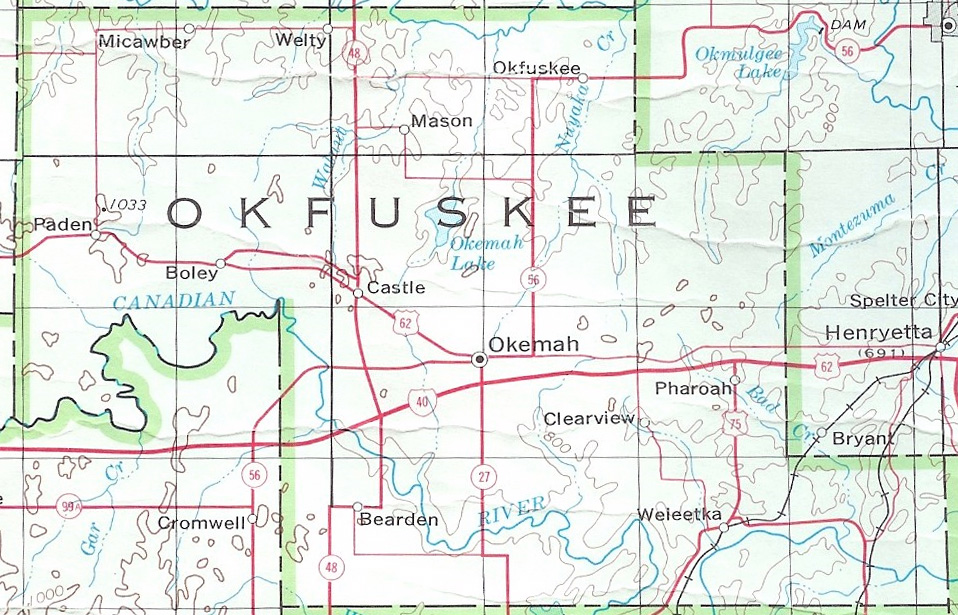
Mapa do Condado de County c. 1972. Os Nelsons viviam ao norte de Paden e foram levados para Okemah. O linchamento ocorreu no oeste de Okemah sobre a ponte que agora passa a estrada estadual 56 através do North Canadian River

Relatos variam sobre o que aconteceu com os Nelsons, e os detalhes são difíceis de definir. Algumas histórias dizem que a família havia roubado uma vaca, outros dizem que uma ovelha. Alguns dizem que Lawrence havia disparado a arma apenas porque ele pensou que o oficial estava prestes a disparar a sua. Outros dizem que a família deixou o oficial morrer implorando por água. Alguns dizem que Laura teve um bebê que morreu com ela, enquanto outros dizem que o bebê foi salvo, sendo que várias fontes primárias não fazem nenhuma menção de um bebê. O cantor folk Woody Guthrie, cujo pai Charley participou do linchamento, escreveu várias canções sobre o evento; ele fala de três corpos pendurados na ponte, e não dois (ver abaixo). Alguns dizem que Laura foi estuprada antes de ser enforcada; outras fontes não fazem qualquer referência a isso.
Várias fontes secundárias concordam que, em 2 de maio de 1911, o vice-xerife George Loney e três outros policiais realizaram uma busca para descobrir quem havia roubado uma vaca ou ovelha pertencente a um dos policiais. Eles encontraram restos abatidos em um celeiro atrás da cabana dos Nelsons, sete milhas a nordeste de Paden, Oklahoma, mas quando entraram na cabana para questionar os Nelsons, Laura teria pegado um rifle Winchester. Seu filho, Lawrence, tomou o rifle de sua mãe, e disparou um único tiro que passou por entre as pernas da calça de um oficial e, em seguida, teria atingido Loney na perna. Os outros oficiais deixaram a cabana e começaram um tiroteio com o marido de Laura, que apenas terminou quando ele ficou sem munição; momento em Loney tinha sangrado até a morte no quintal dos Nelsons.
A família foi presa e levada para a cadeia do condado de Okemah. O velho Nelson se declarou culpado de roubo de gado, e foi condenado a dois anos de prisão, e em seguida fo enviado para a prisão estadual em McAlester, Oklahoma, o que provavelmente salvou sua vida. Lawrence permaneceu na prisão Okemah, e Laura foi colocada em uma cela no tribunal, possivelmente com seu bebê junto.

## Linchamentos

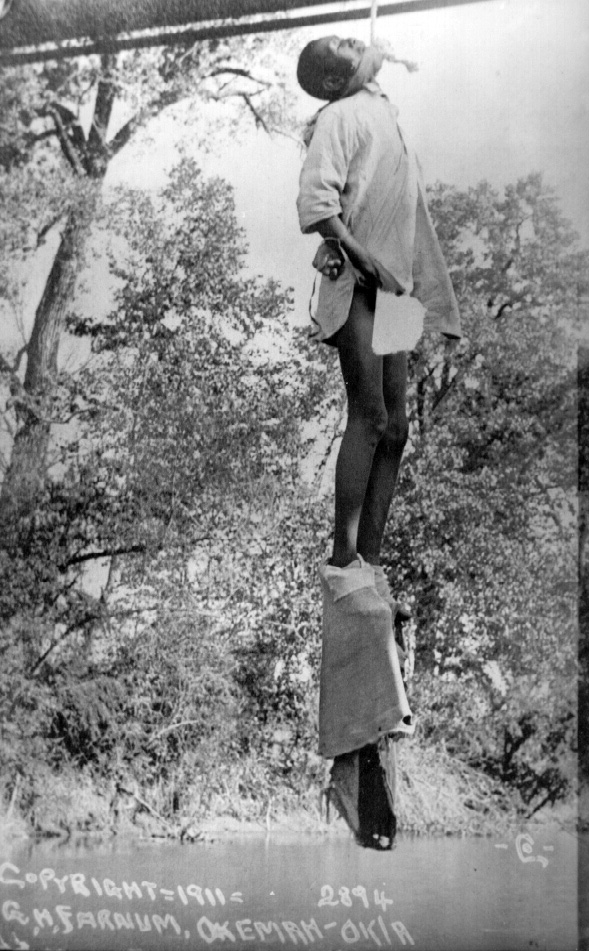
O corpo parcialmente coberto de Lawrence; o fotógrafo parece ter pintado os órgãos genitais

Durante a noite de 25 de maio, um grupo de 40 homens armados chegou à prisão e conseguiu entrar facilmente através da porta, embora normalmente estivesse bloqueada. Eles obrigaram o guarda, WD Payne, a entregar o menino, "cerca de 14 anos de idade, magro e alto, amarelo e ignorante", de acordo com o Okemah Ledger. Eles também apreenderam Laura — descrita pelo Ledger como "muito pequena de estatura, muito negra, cerca de trinta e cinco anos de idade, e viciosa." De acordo com uma mulher negra que viu o incidente, o bebê de Laura foi deixado para trás: "Os homens apenas saíram andando e deixaram o bebê deitado sozinho na cela. Um dos meus vizinhos estava lá, e acabou por pegar bebê no colo e o levou embora."
O guarda foi amarrado a uma das portas, e só foi capaz de desatar-se e pedir ajuda mais de uma hora mais tarde, pois teve que roer a corda que o estava amarrando. O xerife J.A. Dunnegan enviou uma equipe de busca atrás dos prisioneiros. Era tarde demais para os Nelsons. Laura e Lawrence foram levados por cerca de seis milhas na travessia da Yarbrough sobre o rio Canadense do Norte, a oeste de Okemah, onde foram amordaçados com sacos de reboque e enforcados de uma ponte sobre a estrada para Schoolton.
Em sua primeira página, o The Okemah Ledger chamou o linchamento uma obra-prima de planejamento "executado com uma precisão silenciosa", e ao descrever o casal escreveu: "os braços da mulher estavam balançando ao seu lado, desatados, enquanto a cerca de 20 metros de distância balançava o menino com as roupas parcialmente rasgadas e com as mãos atadas… Gentilmente balançando ao vento, o espetáculo medonho foi descoberto por um cowboy negro que levava sua vaca para beber água. Centenas de pessoas de Okemah e da parte ocidental do país vieram para ver a cena." Ele termina o artigo com: "Embora o sentimento geral seja adverso do método, pensa-se de maneira geral que eles mereceram o que lhes tinha ocorrido."
De acordo com um guarda da cadeia de Okemah, WD Payne, os parentes dos Nelsons se recusaram a reivindicar os corpos. Eles foram enterrados pelas autoridades do Condado de Okfuskee em um cemitério no Greenleaf State Park, Perto de Okemah.

### Fotografias e cartões postais

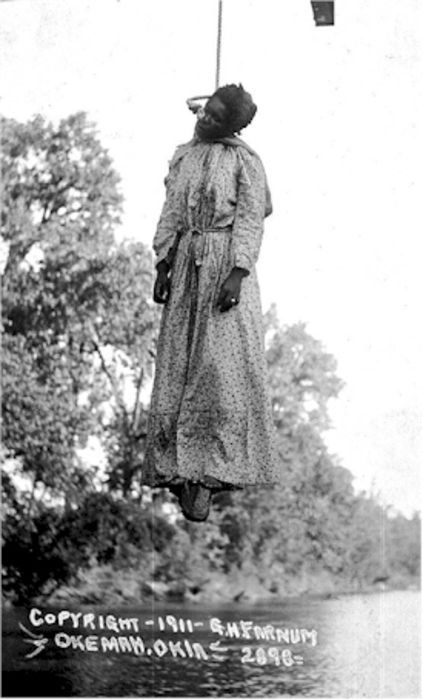
Fotografias do linchamento foram vendidas como cartões postais. O colecionador James Allen comprou essa imagemn de Laura nos anos noventa por 75 dólares

A cena após o linchamento foi gravada em uma série de fotografias de George H. Farnum, o proprietário do único estúdio de fotografia de Okemah. Ele tirou várias fotos de um barco, exibindo 58 espectadores na ponte, incluindo seis mulheres e 17 crianças, com os dois corpos pendurados abaixo. Ele também tirou close-ups dos corpos, e como era prática comum com fotografias de linchamentos, as imagens foram transformadas em cartões postais e vendidas em lojas locais como lembranças. . JR Moehringer escreve que eles eram tão comuns como os postais das Cataratas do Niagara, e mesmo com a proibição de circulação de imagens de linchamentos pelos serviços postais estadunidenses  em 1908, os cartões ainda eram vendidos de porta em porta. . A fotografia de Farnum com os Nelsons pendurados da ponte também foi publicada no Ledger, jornal local de Okemah.
O colecionador de antiguidades de Atlanta, James Allen, que passou anos procurando cartões postais desse tipo para publicar em seu Without Sanctuary: Lynching Photography in America (2000), recebeu a oferta de uma de Laura por US $75 em um ‘mercado de pulgas’.
Allen argumenta que os fotógrafos eram mais do que espectadores passivos, eles posicionavam e levantavam os corpos como se fossem aves de caça, e os postais se tornaram uma parte importante do ritual, ressaltando a natureza política do ato. Seth Archer escreve na Southwest Review que eles foram, em parte, concebidos como um aviso, neste caso para toda vizinha negra de Boley, Oklahoma — "olhem o que nós fizemos aqui, negro cuidado” — mas a prática de enviar as cartas para a família e amigos fora da região sublinhou a ritualização dos linchamentos; a morte como uma exibição da comunidade. Archer os compara com as imagens a partir do caso de abuso e tortura de prisioneiros de Abu Ghraib em 2004, onde militares dos EUA foram fotografados humilhando seus prisioneiros iraquianos. “A visão de horror para com os linchamentos ocorre em parte, agora, porque os americanos brancos começaram a ver os negros como seres humanos”; embora Archer escreva que os linchadores viam suas vítimas como “menos seres humanos do que eles mesmos”; como poderiam os membros dos linchamentos, possivelmente, ver a figura dos negros, sendo eles menos humanos que a turba que os linchava? "

### Reação
Os negros em Oklahoma expressaram o ultraje pelo ocorrido; um jornal negro lamentou:
 "Oh! onde é que está o espírito cristão que tanto ouvimos sobre ele" 

— O que farão os bons cidadãos para prender os linchadores

— Espere, veremos — comentar é desnecessário. Tal crime é simples 

"O inferno na Terra. Nenhuma desculpa pode ser dada para justificar o ato".

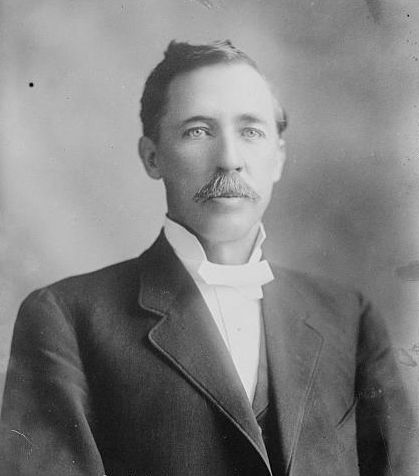
O governador de Oklahoma, Lee Cruce, afirmou que "um grande número de negros" na área são a causa das humilhações raciais.

Moradores da cidade negra de Boley ficaram tão irritados que eles organizaram uma turba para marchar até Okemah. Os rumores provocaram pânico entre os brancos da região, que enviaram suas mulheres e crianças para longe por medo de um ataque de retaliação. O linchamento foi amplamente divulgado fora de Oklahoma. A National Association for the Advancement of Colored People (NAACP) publicou uma exposição dos assassinatos em sua revista The Crisis, onde destacou os aspectos particularmente chocantes do caso, como uma mãe de ser morta ao proteger seu filho e as imagens horrorosas tiradas dos corpos. O presidente da NAACP, Oswald Garrison Villard, escreveu em protesto ao governador de Oklahoma, Lee Cruce, sobre "o ator de horror ", e apelou ao Estado para levar os assassinos à justiça. Em uma resposta ao NAACP, Cruce assegurou-lhes que faria tudo o que podia, mas defendeu as leis de Oklahoma como "adequadas" e seus  "júris competentes", e, exceto em casos de extrema paixão, onde “nenhuma lei ou civilidade pode controlar." Ele adicionou:
Há um preconceito racial que existente entre as raças branca e negra onde os negros são encontrados em grandes números… Ainda esta semana um anúncio veio como um choque para o povo de Oklahoma quandi o Secretário do Interior… nomeou um negro do Kansas para vir para Oklahoma e encarregar-se da supervisão das escolas indígenas do Estado. Não há raça de pessoas na Terra que tenha mais antipatia para a raça negra do que a raça indígena, e ainda assim essas pessoas, contando entre eles com os melhores cidadãos deste Estado e Nação, estão a ser humilhados e seus preconceitos e paixões devem acabar por aumentar devido a esse ultraje imposto sobre eles… Se a sua organização se interessasse ao ponto de ver atrocidades como estas não são perpetradas contra o nosso povo, haveria menos linchamentos no Sul do que ocorre no momento…
O juiz distrital John Caruthers convocou um júri em junho de 1911 para investigar, embora nenhuma testemunha tenha  identificado os 40 homens que haviam tomado parte do ato.
No julgamento, ninguém foi acusado. A NAACP argumentou que nada tinha sido feito para trazer os responsáveis à justiça e que nada iria mudar, enquanto governadores como Cruce procurarem desculpar o linchamento como um mero produto da "paixão incontrolável" de pessoas brancas em exigir o que eles percebiam como justiça.

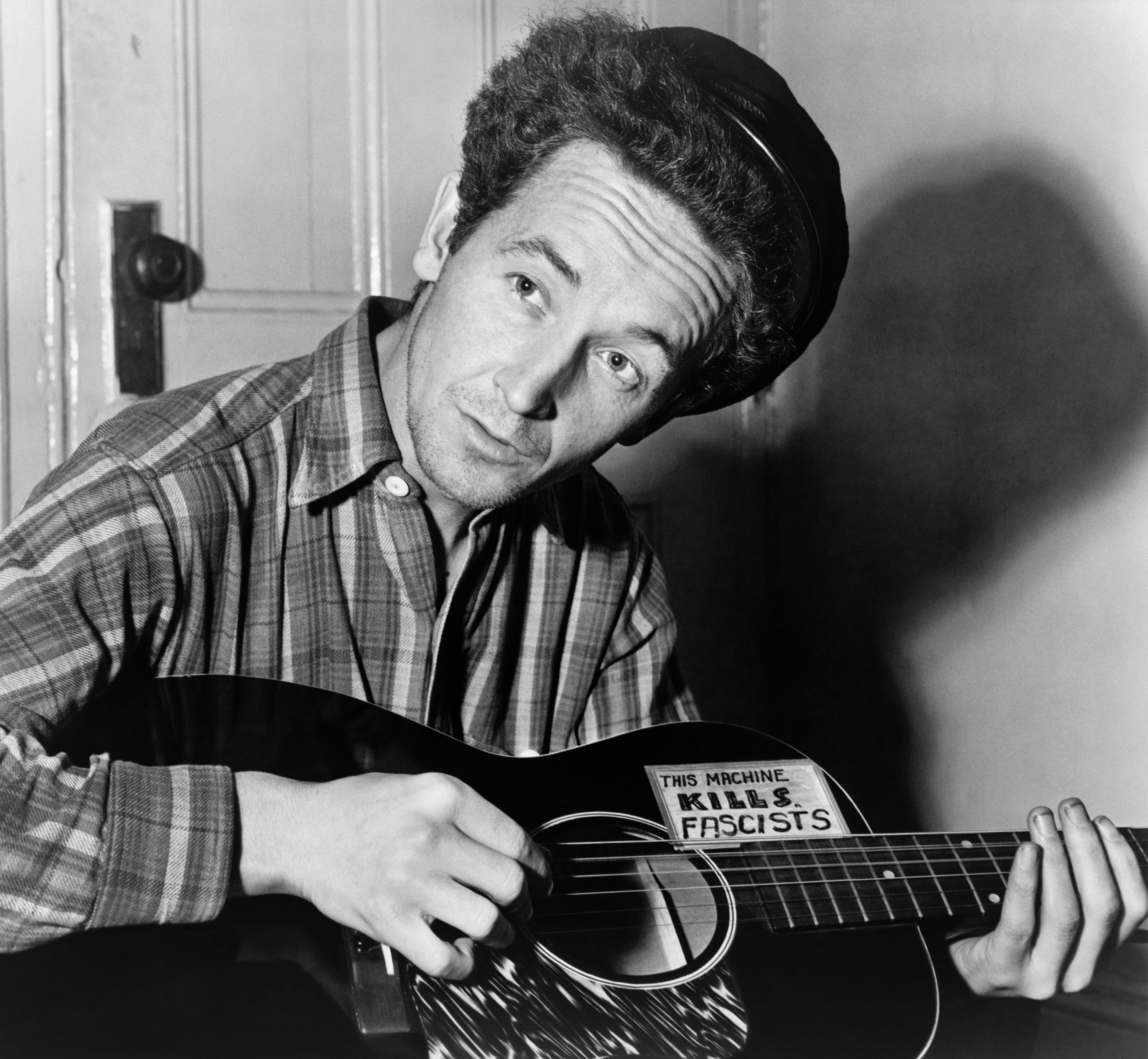
Woody Guthrie, cujo pai participou do linchamento, escreveu três músicas sobre o acontecimento.

Entre aqueles associados com o linchamento estava Charley Guthrie, um corretor de imóveis e político democrático local e pai do cantor folk  Woody Guthrie que nasceu um ano depois. Não está claro se Charley Guthrie era um observador ou um participante ativo. De acordo com seu filho, o Guthrie mais velho tornou-se um membro entusiasta do Ku Klux Klan que foi reavivado em 1915 e tornou-se poderoso em Oklahoma e do Centro-Oeste nos anos 1920.
Woody Guthrie escreveu três músicas sobre o linchamento: "High Balladree", "Bloody Poll Tax Chain", e "Don't Kill My Baby and My Son" (também chamada de "Old Dark Town" e "Old Rock Jail"). A imagem dos corpos pendurados teve um efeito duradouro sobre Guthrie, que mais tarde recordou vendo quando era uma criança, "o cartão postal que eles venderam na minha cidade por vários anos, mostrando para você uma mãe negra, e seus dois filhos  [sic],pendurados pelo pescoço em uma ponte do rio, o vento selvagem assobiando para baixo, e as cordas esticadas pelo peso de seus corpos… esticada como uma corda de um grande  violino". Em 1946, ele fez alusão aos assassinatos em um esboço, agora na posse da Ralph Rinzler Archives, representando uma ponte estilizada com dezenas de corpos linchados enforcados, com edifícios em ruínas de uma cidade decadente no fundo.